# Lachnobacterium
Lachnobacterium es un género de bacterias grampositivas de la familia Lachnospiraceae. Actualmente sólo contiene una especie: Lachnobacterium bovis. Fue descrita en el año 2001. Su etimología hace referencia a bacteria de lana. El nombre de la especie hace referencia a bovino. Es anaerobia estricta e inmóvil. Tiene un tamaño entre 0,6-0,75 μm de ancho por 2-3 μm de largo, y crece en cadenas o en filamentos. Se ha aislado del rumen y heces de ganado. También en el intestino humano. 